# 渡部建
渡部 建（わたべ けん、1972年〈昭和47年〉9月23日 - ）は、日本のお笑いタレント、司会者、セミナー講師。お笑いコンビ・アンジャッシュのツッコミ、ボケ担当。相方は児嶋一哉。
東京都八王子市出身（府中市生まれ）。プロダクション人力舎所属。妻は女優の佐々木希。

## 略歴

### 生い立ち
東京都府中市に生まれ、小学校に上がる前まで分倍河原に育つ。父は東芝府中に勤務。八王子市立片倉台小学校、八王子市立中山中学校、東京都立日野高等学校を経て、神奈川大学経済学部卒業。

### アンジャッシュ結成
1993年、大学2年時に高校の同級生児嶋一哉から「一緒にお笑いをやらないか」「おまえしかいない」と誘われ、大学生活も落ち着いていた時期だったこともあり面白そうだと思い、快諾してお笑いコンビ「アンジャッシュ」を結成する。しかし実際は幾人かに断られた末の5人目だったことを後に知った。
プロダクション人力舎のお笑い養成所スクールJCA2期生だが、半年遅れの入学で指導はほとんど受けていない。公式プロフィールでは1期生扱いになっている。養成所同期の飯塚悟志（東京03）は、芸歴は渡部の方が下だが、1期生のリーダー格だった児嶋の相方だったことから先輩扱いをしていると語っている。また、NSCに換算すれば、大阪校12期生がほぼ同期となるが、厳密には数ヶ月後輩になる。例として、多田健二（COWCOW）は「渡部くん」と呼んでタメ口で喋るのに対して、渡部は「多田さん」と呼んで敬語で話している。
2007年からJ-WAVEの帯番組『PLATOn』のナビゲーターを単独で担当し、その後『CIRCUS CIRCUS』『GOLD RUSH』と番組をリニューアルしながら、2020年6月の活動休止まで担当を続けた。
2017年4月9日、女優・佐々木希との結婚を所属事務所を通して2人の連名によりFAXにて発表。また同日の『行列のできる法律相談所』にて渡部自身の口から正式に報告を行い、佐々木も電話出演した。4月11日、婚姻届を都内の区役所に提出、自身が火曜日レギュラーを務める『ヒルナンデス!』内で生報告した。その後、同年8月26日・27日放送の『24時間テレビ』にて結婚後夫婦初共演。10月8日、明治記念館にて、挙式・披露宴。
2019年9月17日、第1回ベストフォーマルウェアアワードの和装部門で受賞し、「Kimono Knight」の称号を得た。しかし、渡部に和装のイメージは少なく、取材陣から持っている着物の数を訊かれると、「その質問は事務所通してください」と言葉を濁した。
2021年10月10日、インスタグラムアカウントの不正ログイン被害に遭う。
2021年12月7日、再びインスタグラムアカウントの不正ログイン被害に遭う。

### 不倫問題による活動自粛
2020年6月9日、自身のスキャンダル（六本木ヒルズの多目的トイレなどで複数の女性と不倫）を理由にテレビ各局に対し、番組出演の全面自粛を申し入れた（週刊誌の報道によりスキャンダルが発覚したのは6月11日）。この件を報じた『週刊文春』2020年6月18日号は、実売部数41万9265部とこの年上半期の同誌の売上で1位を記録した。また、所属事務所であるプロダクション人力舎は、「渡部建に関するご報告」として「この度の報道により、関係者の皆様、応援してくださっている皆様に対し、多大なるご迷惑をお掛けしましたこと、深くお詫び申し上げます」「今回の報道を受けまして、当面の間、活動の自粛をすることといたしました」と報告し、渡部は「今回の報道に関しましては、私の不徳の致すところであり、家族を深く傷つけ、また、普段お世話になっている仕事関係の皆様、応援をしてくださる皆様に対し多大なご迷惑をおかけしたと大変猛省しております。妻にも説明し、謝罪しました。誠に申し訳ございませんでした」と述べた。
12月3日に一連の件に関する記者会見を行った。

### 芸能活動再開・講演活動
2022年2月5日、芸能活動の再開を発表。『白黒アンジャッシュ』（チバテレビ）の2月15日放送回に出演した。同年11月にはABEMA『チャンスの時間』に出演。その後もテレビ出演は『白黒アンジャッシュ』がメインであり、全国放送への出演はない状態が続いていたが、 2023年12月29日放送の『全力!脱力タイムズ』（フジテレビ系列）で覆面ながらサプライズでの全国地上波放送復帰を果たした。
謹慎期間中は一時期は芸能界を引退することも考えたが、妻との話し合いを経て、このまま逃げるように芸能界をやめるよりは、息子に見せる背中としては「お父さん1回失敗したけど、逃げずにもう1回チャレンジしたね」となるほうが良いという結論にいたり、芸能界復帰を目指していた。
活動再開後は、企業向けの講演会・セミナーを中心に活動しており、講演内容などをもとに、コミュニケーション術などについてまとめた書籍『超一流の会話力』を2022年11月に出版し、ベストセラー。また2023年には第2弾となる書籍『世界一わかりやすいコミュニケーションの教科書』を上梓している。2023年の実用書出版の際には「どの面下げて?」「このタイミングで?」と世論から疑問の声が聞かれたが、これは評判になった渡部の講演会の噂を聞いた出版社からオファーを受け、渡部本人が固辞しても食い下がる出版社側のその熱心さに負けて出版が実現に至ったものであった。

## 人物
- 趣味は食べ歩き[28]、高校野球観戦[28]、映画鑑賞[29]、小説（読むこと、書くこと）[28]。好きな漫画家は弘兼憲史[30]。
- 1日でも休みが取れれば地方の名店まで訪れるぐらいのグルメ通であり、年間500軒以上食べ歩いている。グルメリポーターとしても活動し、「芸能界のグルメ王」の異名を持つ（師匠は寺門ジモン[31]）。また「ジモン軍団」と自ら公言している[32]。DMM オンラインサロン「渡部建のとっておきの店、こっそり教えます」にて、グルメ情報を配信している。
- 心理学に興味があり、恋愛に使える“恋愛心理学”を数多く持っている[33]。様々な資格を持っており、夜景鑑賞士検定3級[34]、社交ダンス（ラテン1級）[28]、日本さかな検定3級[35]、ダイエット検定2級[36]、高校野球検定を取得している[37]。
- 野球マニアであり、且つ自他共に認める高校野球ファン、阪神ファンである。
  - 高校野球好きで、時間が空くと地方予選に留まらず強豪校の紅白戦なども観戦するために様々な球場に足を運ぶ。
  - 小学1年から中学3年までの9年間、八王子リトルリーグに所属していた（遠藤政隆とはチームメイト、1学年下には髙木大成がいた）[38]。
  - 2010年12月23日13時から15時30分に、ニッポン放送の特別番組として、漫画『ラストイニング』県大会決勝戦の彩珠学院対聖母学苑戦をラジオの野球実況中継として再現した番組では、ゲストとして出演し解説を務めた[39]。
- いわゆる「女子力」が高く、ぬか漬けやスムージー、ジャーサラダ作りに夢中である[40]。
- 倹約家とも知られており、楽屋に愛妻弁当を持ってくることもある。
- 2019年12月21日にYouTubeチャンネル「アンジャッシュ渡部チャンネル」を開設。2020年4月に井戸田潤（スピードワゴン）とのコラボ動画を配信している[41]。2020年6月1日の女性に喜ばれる差し入れの動画を最後に不貞行為発覚後は動画投稿を停止。さらにコメント欄も閉鎖している。
- 持ちギャグは「ネット見ろ！」であったが、自粛を経て「ネットを見るな。端末を捨てろ！」にアップデートしている。
- 有吉弘行によると、若手時代の渡部は落ちたしめさばを拾って食べ、「おいしい！」と言っていたと語っている。

### 親族
長崎県長崎市出身の父・渡部新次郎は東芝に勤務する技術者で、のち北芝電機（東芝グループ企業）常務取締役を務めた。祖父は下駄問屋を営んでいた。母方の祖父・梅本正倫は奈良県吉野郡下市町出身で戦前、満州で撫順セメント取締役や南満州鉄道参事・満鉄調査局次長などを務めた。伯父に東京銀行元副頭取・アメリカン・エキスプレス・インターナショナル日本支社長の梅本章夫、TBS元常務取締役の梅本彪夫、富士紡ホールディングス元代表取締役社長の梅本茂夫がいる。妻は女優の佐々木希で、2児の父。

## 出演
コンビでの出演歴についてはアンジャッシュを参照。

### テレビ
- ヒルナンデス!（日本テレビ、2011年3月28日 - 2020年6月9日） - 火曜レギュラー
- 行列のできる法律相談所（日本テレビ、2013年 - 2020年6月7日まで出演） - 準レギュラー
- 相葉マナブ（テレビ朝日、2013年4月21日 - 2020年6月7日[注 1]）
- Love music（フジテレビ、2015年10月16日 - 2020年6月8日） - MC[46]
- 王様のブランチ（TBS、2017年4月1日 - 2020年6月6日） - 総合司会

単発での出演番組
- タモリ倶楽部（テレビ朝日） - 不定期出演 進行役

#### 過去の出演番組
- お願い!ランキング（テレビ朝日、2011年 - 2012年） - 雄二のぶっちゃけ部屋、ホメ渡部のスゴいランキング
- キャワコレTV（TOKYO MX、2011年4月 - 9月） - MC
- ハシゴマン（TOKYO MX、2011年10月13日 - 2013年3月28日） - MC
- 10匹のコブタちゃん 〜ヤセガマンしないTV〜（フジテレビ、2013年1月21日 - 9月16日） - MC
- もしもの値段（フジテレビ、2013年3月16日） - MC
- アノ人たちの作り方 〜なぜこうなった!?ファクトリー〜（フジテレビ、2013年10月16日 - 12月18日） - MC
- せまソン♪（日本テレビ、2013年10月4日 - 2014年3月28日） - MC
- コレ考えた人、天才じゃね!? 〜今すぐ役立つ生活の知恵、集めました〜（テレビ東京、2014年10月6日 - 10月27日） - 第1期MC
- ニュースな晩餐会（フジテレビ、2014年10月26日 - 2015年8月9日） - MC
- 水曜歌謡祭（フジテレビ、2015年4月15日 - 9月2日） - 司会
- 芸人報道（日本テレビ） - 準レギュラー
- 坂上忍の成長マン!!（テレビ朝日） - 準レギュラー
- くりぃむクイズ ミラクル9（テレビ朝日） - 準レギュラー
- アカデミーナイトQ（TBS、2015年1月8日 - 2016年3月29日） - MC
- 東京EXTRA（TBS、2015年10月 - 2016年6月） - MC[47]
- しごとの基礎英語（NHK Eテレ、2017年10月 - 2018年3月29日）
- FNSうたの夏まつり（フジテレビ） - 総合司会
  - 2015 FNSうたの夏まつり（2015年7月29日）
  - 2016 FNSうたの夏まつり 〜海の日スペシャル〜（2016年7月18日）
  - 2017 FNSうたの夏まつり 〜アニバーサリーSP〜（2017年8月2日）
  - 2018 FNSうたの夏まつり（2018年7月25日）
- FNS歌謡祭（フジテレビ） - 総合司会
  - 2015 FNS歌謡祭（2015年12月2日）
  - 2015 FNS歌謡祭 THE LIVE（2015年12月16日）
  - 2016 FNS歌謡祭（2016年12月7日・14日）
  - 2017 FNS歌謡祭（2017年12月6日・13日）
  - 2018 FNS歌謡祭（2018年12月5日・12日）
- FNSうたの春まつり（フジテレビ） - 総合司会
  - 2016 FNSうたの春まつり（2016年3月28日）
  - 2017 FNSうたの春まつり（2017年3月22日）
- 立派なお家にピンポンしてみた（TBS、2019年3月18日・8月5日） - MC

### ラジオ

#### 過去
いずれもJ-WAVE。
- PLATOn（2007年10月1日 - 2010年9月30日） - ナビゲーター
- CIRCUS CIRCUS（2011年4月1日 - 2012年9月28日） - ナビゲーター
- GOLD RUSH（2012年10月5日 - 2020年6月5日） - ナビゲーター[48]

### ドラマ
- 働きマン 第9話（日本テレビ、2007年） - 千葉真 役
- 最高の人生の終り方〜エンディングプランナー〜 第3話（TBSテレビ、2012年） - ホスト 役
- ふなっしー探偵（フジテレビ、2016年1月7日） - ナレーション

### ネット配信
- 週刊♂オトコ自身（BeeTV、2012年3月1日 - 2014年3月26日）
- 渡部の歩き方（Hulu、2016年10月29日 - ）[49]
- アンジャッシュ渡部がいつか地上波のグルメ番組に出ることを夢見て、ロケハンする番組（YouTube）　隔週レギュラー[50]
- WATABET（DMM TV、2024年4月19日 - ）
- スッパイは成功のもとTV（2024年7月13日 - 7月27日[51]、ABEMA）
- 赤見かるびのいただきま～す！（DMM TV、2024年8月30日 - ）[52][53]
- 罵倒村（2025年5月13日、Netflix)

### 吹き替え
- タイタンの戦い（2010年） - グライアイの魔女 役

### アニメ映画
- 映画 妖怪学園Y 猫はHEROになれるか（2019年） - タベケン 役[54]

### 舞台
- 恋愛戯曲（2006年）- 向井正也 役

### 広告
- サントリー サントリープレシャス（2015年、北海道限定商品） - 「女子会 with 渡部 北海道版」篇、「女子会 with 渡部 ふたたび北海道版」篇[55][56]
- ロッテ 企業広告（2018年）
  - 「その歯と100年。キシリトール。」篇 - 妻・佐々木希と共演[57]
  - 炭酸を作るcm選手権
- ソーダストリーム ブランドアンバサダー（2018年[58]  - 2020年）[59]

## 書籍

### 著書
- エスケープ!（2009年、幻冬舎）ISBN 978-4344017085
- ホメ渡部の「ホメる技術」7（2012年、プレジデント社）ISBN 978-4833420082
- 芸能界のアテンド王が教える 最強の店77軒（2014年、文芸春秋）ISBN 978-4163901343
- ワタベ高校野球の味方です。（2016年、KADOKAWA刊）
- 渡部流 いい店の見つけ方教えます。すべて新店 初出し80軒（2016年10月28日、文藝春秋）[60]
- 超一流の会話力（2022年11月24日、きずな出版）ISBN 978-4866631868

### 連載
- MEN'S NON-NO（集英社） - 恋愛心理内科ワタベクリニック
- 報知高校野球（スポーツ報知） - 渡部建の感動ごちそうさま!!

### 脚本
- GLAY ミュージックビデオ『Eternally』[61] (共同脚本)